# Grallaricula peruviana
El ponchito peruano (Grallaricula peruviana), también conocido como gralarita peruana (en Ecuador) o tororoi peruano (en Perú), es una especie de ave paseriforme perteneciente al género Grallaricula de la familia Grallariidae. Es nativo del noroeste de América del Sur.

## Distribución y hábitat
Se distribuye en la pendiente oriental de los Andes del sureste de Ecuador (al sur desde Morona-Santiago) y extremo norte de Perú (este de Piura, norte de Cajamarca).
Es rara y local en el sotobosque de selvas montanas entre 1650 y 2100 m s. n. m. de altitud.